# Kimshung
Der Berg Kimshung (auch Tsangbu Ri) befindet sich im Gebirgsmassiv Langtang Himal im Zentral-Himalaya in der nepalesischen Verwaltungszone Bagmati.
Der 6781 m hohe Berg liegt nördlich des Flusstals des Langtang Khola im Langtang-Nationalpark. Der Langtang Lirung liegt 4 km westlich des Kimshung. Die chinesische Grenze befindet sich 2 km vom Gipfel entfernt. Entlang der Ostflanke erstreckt sich der Kimshunggletscher ins Langtang-Tal, entlang der Westflanke der Lirunggletscher.

## Besteigungsgeschichte
Es ist noch keine Besteigung des Kimshung dokumentiert.